# Палмер, Даниэль Дэвид
Даниэ́ль Дэ́вид Па́лмер (англ. Daniel David Palmer) (7 марта 1845, Пикеринг, Онтарио — 20 октября 1913, Лос-Анджелес) — американский лекарь и деятель «альтернативной медицины», основатель хиропрактики. Родился в Пикеринге, Онтарио, Канада, и вырос в южной части провинции Онтарио, где получил среднее образование. Медицинского образования не имел.
В 1865 году Палмер вместе с семьёй переехал в США, где первоначально работал школьным учителем и продавцом в продуктовом магазине, одновременно проявляя большой интерес к философии, магнитотерапии, остеопатии и спиритизму. В 1880 году он начал практиковать магнитотерапию в Дэвенпорте, штат Айова. В 1895 году Палмер встретил Харви Лилларда, дворника, имевшего нарушение слуха. Палмер утверждал, что слух мужчины якобы восстановился после проделанных Палмером манипуляций с его позвоночником (у дворника якобы был небольшой горб на спине, который Палмер, по его словам, сумел устранить).
Палмер развил теорию, что неправильное положение костей в организме является основной причиной всех болезней, а большинство таких «неправильно расположенных» костей находится в позвоночнике. В 1897 году он открыл Палмеровскую школу хиропрактики в Давенпорт и начал преподавать свою технику; по состоянию на 1902 год его школу окончило 15 человек. В 1906 году на него подали в суд как на мошенника, работающего без лицензии врача, и после краткого тюремного заключения Палмер продал школу своему сыну, а сам переехал на запад, открыв несколько новых школ в Оклахоме, Калифорнии и Орегоне. Его отношения с сыном с этого момента стали напряжёнными.
Палмер умер в Лос-Анджелесе в 1913 году от брюшного тифа. Точные обстоятельства его смерти неизвестны. Деятельность Палмера ещё при жизни подвергалась жёсткой критике со стороны врачей и журналистов.